# Jakub (Domski)
Jakub, imię świeckie Ijeronim Pietrowicz Domski (ur. 24 czerwca?/6 lipca 1823 w Siemienkach, zm. 15 maja?/27 maja 1889) – rosyjski biskup prawosławny.

## Życiorys
Był synem kapłana prawosławnego. Ukończył seminarium duchowne w Kamieńcu Podolskim, a następnie Petersburską Akademię Duchowną, gdzie w 1849 uzyskał tytuł kandydata nauk teologicznych. W tym samym roku został zatrudniony jako wykładowca seminarium duchownego w Irkucku. Od 1858 pracowała na analogicznym stanowisku w seminarium w Tomsku. 8 października 1860 złożył wieczyste śluby mnisze, a następnie został wyświęcony na hieromnicha. Rok później wrócił do Irkucka w charakterze inspektora miejscowego seminarium, cenzora kazań głoszonych w eparchii irkuckiej oraz pisma Irkutskije Eparchialnyje Wiedomosti. W 1865 otrzymał godność archimandryty.
Od 1870 do 1879 był rektorem seminarium duchownego w Błagowieszczeńsku. Następnie od 1879 do 1883 był rektorem seminarium w Permie. W 1879 uzyskał tytuł magistra nauk teologicznych. W 1883 został przełożonym Daniłowskiego Monasteru Trójcy Świętej w Perejasławiu Zaleskim.
W 1884 miała miejsce jego chirotonia na biskupa jakuckiego i wilujskiego. Urząd ten sprawował do śmierci w 1889. Angażował się w działalność misyjną wśród Jakutów, organizację cerkiewnych szkół, badał również dzieje rosyjskiej homiletyki.